# Pride, equality, love
Pride, equality, love is een tijdelijk kunstwerk in Amsterdam-Centrum.
Kunstenares & Art Director Naomi Jansen,  mocht van het Gemeentelijk Vervoer Bedrijf in het kader van Pride Amsterdam versie 2018 een kunstwerk maken van een van de ponten, IJveer 50, van het bedrijf. Het GVB, dan even GayVB, had al eerder de Pride ondersteund door een Combino-tram in de regenboogkleuren over te spuiten. Jansen leverde een pont, waarvan de zijkanten en de laadkleppen beplakt waren met het ontwerp in roze en andere zachte kleuren. De rest van de pont behield de gemeentekleuren wit en blauwe. De beide laadkleppen laten twee zoenende hoofden zien, waarvan de ene lang haar heeft en de andere kort; een verwijzing naar een geslacht van de twee is niet terug te vinden. De pont voer in deze versie voor het eerst op 27 juli 2018. De Pride-ambassadeur Dolly Bellefleur en directeur van het GVB Alexandra van Huffelen waren bij de "onthulling" aanwezig. 
Het GVB koos het ontwerp van Jansen uit vijftig inzendingen met de volgende achtergrond:
De kussende mensen zijn niet herkenbaar als man of vrouw. Het ontwerp laat zien dat elke liefde even belangrijk is. In die zin raakt het ontwerp zowel gender-identiteit als seksuele identiteit. De kussers raken ook een maatschappelijke kwestie: te veel LHBT+’ers zijn nog steeds bang om hun liefde publiekelijk te tonen. Helaas niet zonder reden. Met dit winnende ontwerp steekt GVB iedereen die nog steeds discriminatie ondervindt een belangrijk hart onder de riem. Ze dragen uit dat elke liefde even belangrijk is, elke liefde mag gevierd worden.— GVB
Het kunstwerk was slechts tijdelijk te zien in juli en augustus; daarna werd ze overgeschilderd.

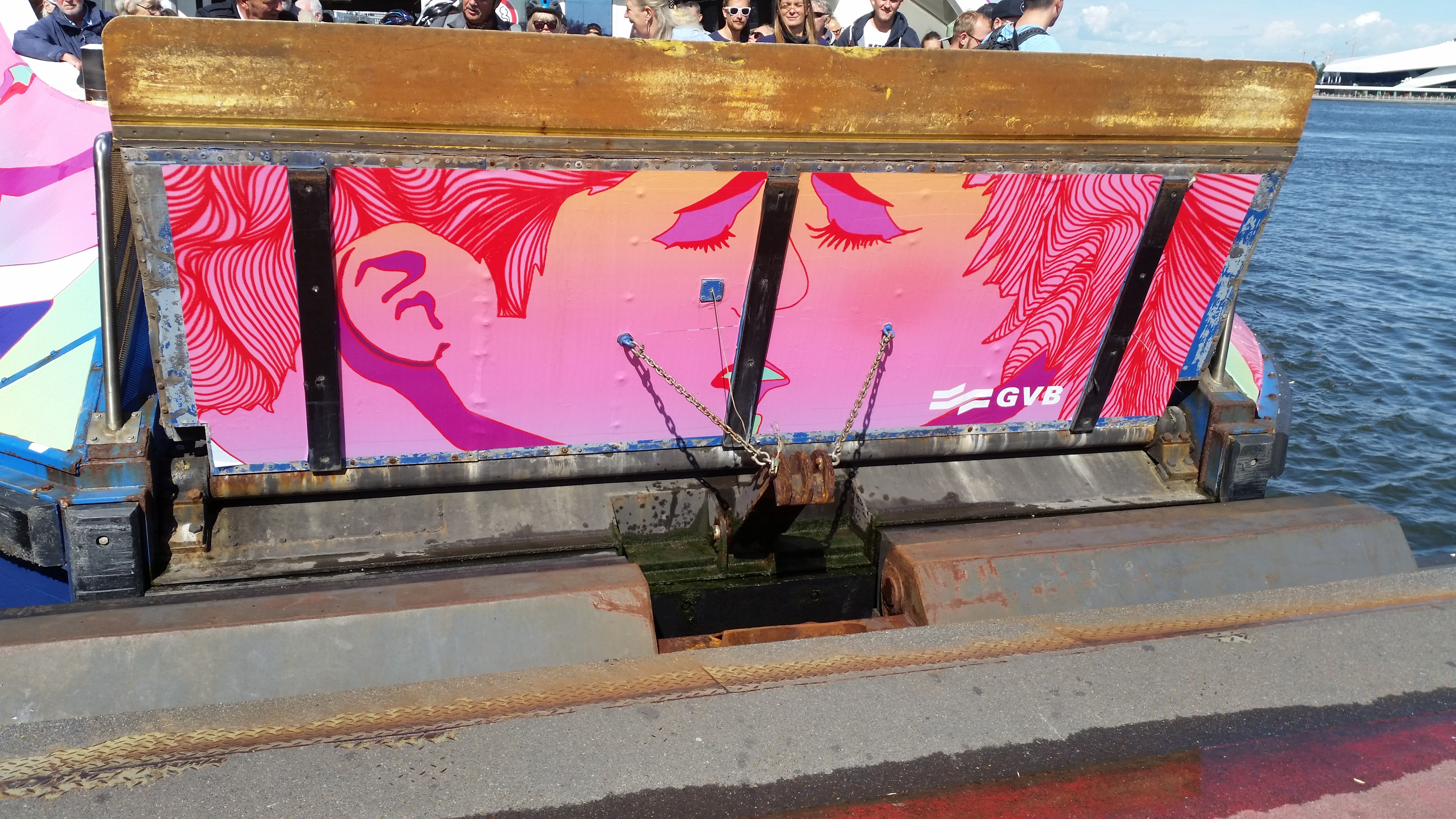
Laadklep (augustus 2018)